# 杉原漁港
杉原漁港為一座位於臺灣臺東縣卑南鄉杉原村的漁港，距離南方的富岡漁港約10公里，距離北方的新蘭漁港約5公里的距離。
目前杉原漁港並無歸屬在行政院農業委員會漁業署新制的漁港法中地任何一類漁港中。

## 設施
杉原漁港目前並無各項漁港基本設施，僅在港澳處使用炸藥疏通出海航道一條，以供杉原村當地的漁筏方便進出港澳。

## 未來展望
杉原漁港附近海灣曾有興建大型綜合港灣的計畫，該計畫案中有設立漁業專用區之規劃，然而目前該計畫案至今仍未實際付諸實施，使得杉原漁港依舊處於未開發狀態。

## 周遭景點
- 加路蘭風景區
- 杉原海水浴場
- 水往上流
- 新蘭漁港